# Agnam-Goly
Pour les articles homonymes, voir Agnam.
Agnam-Goly est un village sahélien du Sénégal oriental peuplé de 5 325 habitants sur une superficie approximative de 5 km2,. Le village est situé dans la région de Matam, à 630 kilomètres au nord-est de Dakar, en bordure du fleuve Sénégal. Le code administratif du village est le 11211004.

## Géographie

### Situation

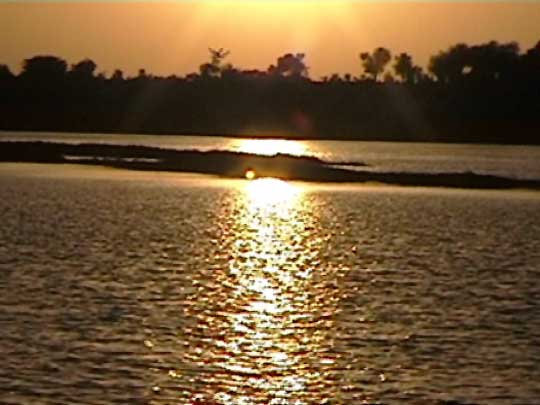
Coucher de soleil sur le fleuve Sénégal

Agnam-Goly est situé dans le nord-est du Sénégal, en bordure du fleuve Sénégal qui coule au nord du village. Il est traversé par la route N2 reliant Matam (au sud-est) à Dagana (au nord-ouest), plus précisément entre les villages de Ouro Molo et Agnam Lidoubé.
Le village fait partie de la communauté rurale de Agnam Civol et de l'arrondissement de Agnam Civol, dans le département de Matam et la région de Matam.
Le village se situe à la limite entre le walo argileux et inondable au nord et le diéri formé de dunes de sable et parsemé de pierres en calcaire au sud.
L'altitude, qui varie de dix à treize mètres, est en moyenne de douze mètres.

Professeur honoraire de l'UCAD et spécialiste du Fouta-Toro, Oumar Kane décrit la place de l'eau dans une région qui tire une bonne partie de ses ressources de la culture de décrue, et dont Goli (Agnam-Goly) fait partie : 
« De Duumga à Mbaan, la basse plaine d'inondation s'étend à perte de vue sur près de 50 kilomètres. C'est ce qui explique la forte concentration des villages du jeejegol de Duumga à Hoorefoonde : Vokijawe, Dabia-Koɓvillo, Cilon, Kaaƴe-Pawe, Ɓaarga, Tulel-Calle, Godo, Siwol, Wuro-Siree, Coɗay, Goli, Wuro-Molo, Liiduɓe, Asnde Balla, Njaakir, Hooƴo, etc.. »

### Climat
Agnam-Goly se situe dans la zone sahélienne du Sénégal, en climat tropical à saison sèche (climat sahélien) qui découpe l'année en deux saisons distinctes et où l'ensoleillement est quasi permanent.
Lors de la saison sèche qui se déroule de début novembre à fin juin, l'harmattan, un vent chaud et sec venant de l'est, chasse les alizés (vents frais et humides venant du sud-sud-ouest) et apporte chaleur (plus de 43 °C) et sécheresse atmosphérique (aucunes précipitations).
En revanche, au cours de la saison humide qui se déroule de début juillet à fin octobre, les alizés venant du sud-ouest amènent la mousson qui rafraîchit l'atmosphère (alternance de températures chaudes et fraîches pouvant descendre à 21 °C), fortes précipitations et vent.
Les pluies, réparties essentiellement durant la saison humide, commencent plus tôt (environ d'août). Depuis de nombreuses années, les précipitations sont en baisse et arrivent plus tard dans la saison ce qui est source d'inquiétudes pour les paysans.

### Urbanisme et architecture

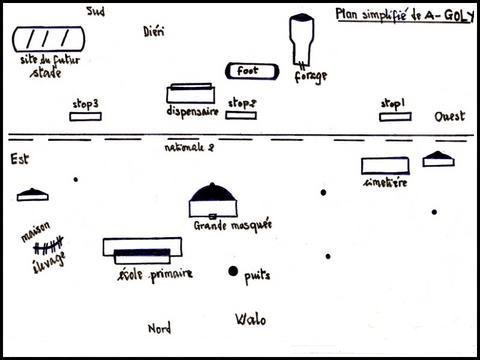
Plan simplifié du village en 2007 (dessiné par Adama Diop)

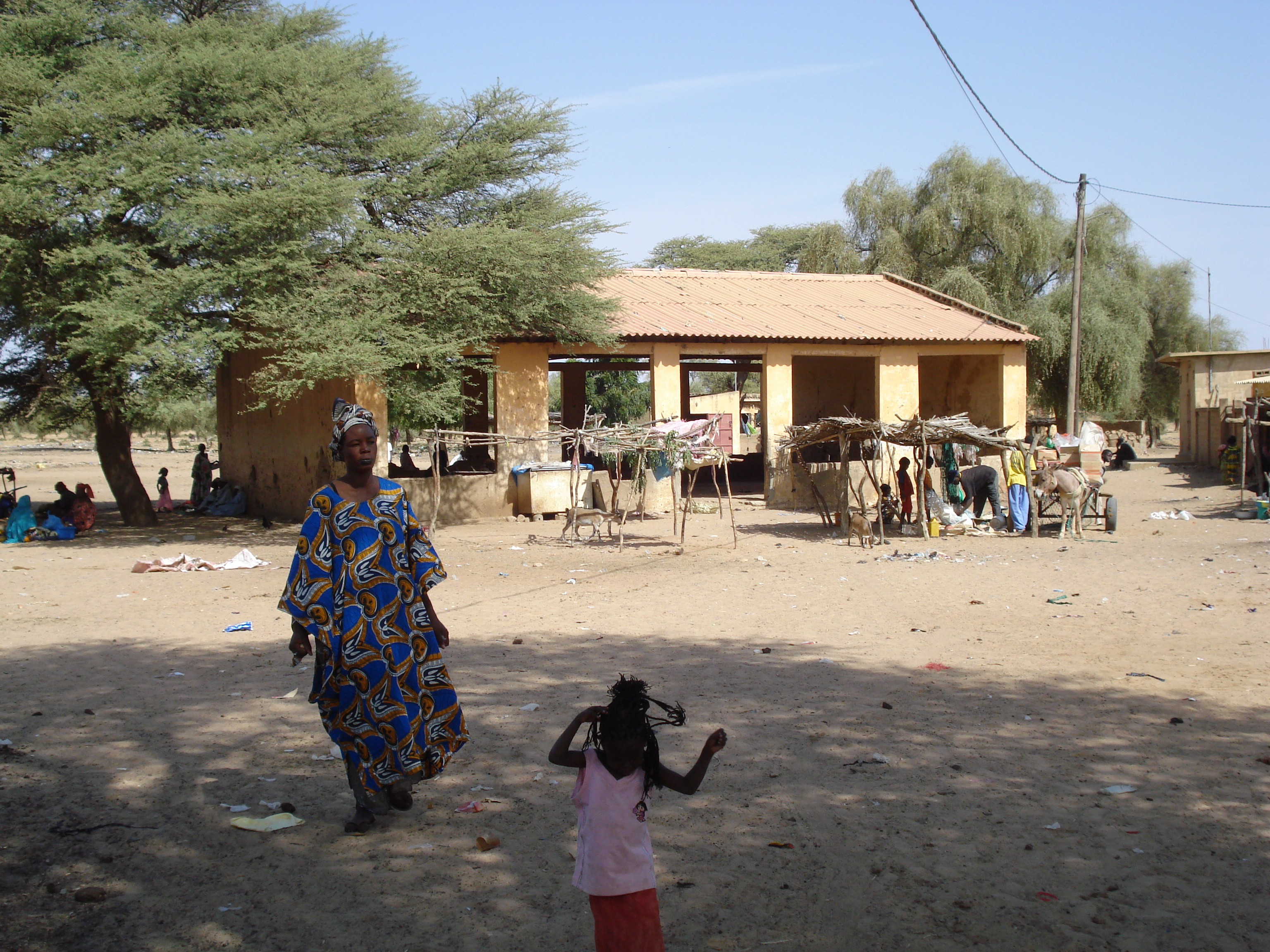
Marché central d'Agnam-Goly

Le village d'Agnam-Goly, traversé par la route nationale N2, comporte les infrastructures et services suivants :
- un (1) collège d'enseignement moyen de neuf classes ;
- une (1) école primaire I de douze salles de classe[4] (dont 6 construites par le village sur fonds propres) disposant en partie de l'électricité ;
- une (1) école primaire II de six salles de classe[4];
- une (1) école servant d'enseignement coranique et de l'arabe ;
- une (1) école maternelle au service de la petite enfance[5] ;
- quatre (4) salles de cours en informatique non achevées (février 2013) ;
- un (1) poste de santé (inauguré en 1989) équipé d'une ambulance ;
- deux (2) châteaux d'eau (Forage I inauguré en 1997) et douze (12) puits ;
- une (1) maison d'élevage facilitant les services vétérinaires pour les cheptels ;
- quatre (4) mosquées dont une grande mosquée principale (projet entamé en 2015 et achevé en 2021) ;
- un (1) jardin communautaire de 5 ha géré par le regroupement des femmes du village
- une (1) mutuelle d'épargne et de crédit des femmes d'Agnam (DGL MEC Felo Agnam) ;
- un (1) terrain de football et (1) stade ;
- un (1) marché central, un marché hebdomadaire et plusieurs magasins et boutiques ;
- un (1) marché à bétail d'une valeur de 127 millions de francs CFA[5] (inauguré le 5 août 2019 par le ministre de l'élevage et des productions animales) ;
- une (1) boulangerie moderne (inaugurée en avril 2024) et quelques boulangeries traditionnelles;
- une (1) pépinière du programme d'Agnam-Goly Vert ;

Les habitations du village dont principalement des terrasses et des R+1 sont aussi des fruits de l'immigration.

### Démographie
En 2003, Agnam-Goly comptait 3 143 habitants répartis en 318 ménages. En 2011, Agnam-Goly est peuplé de 5 325 habitants.

## Histoire

### Fondation

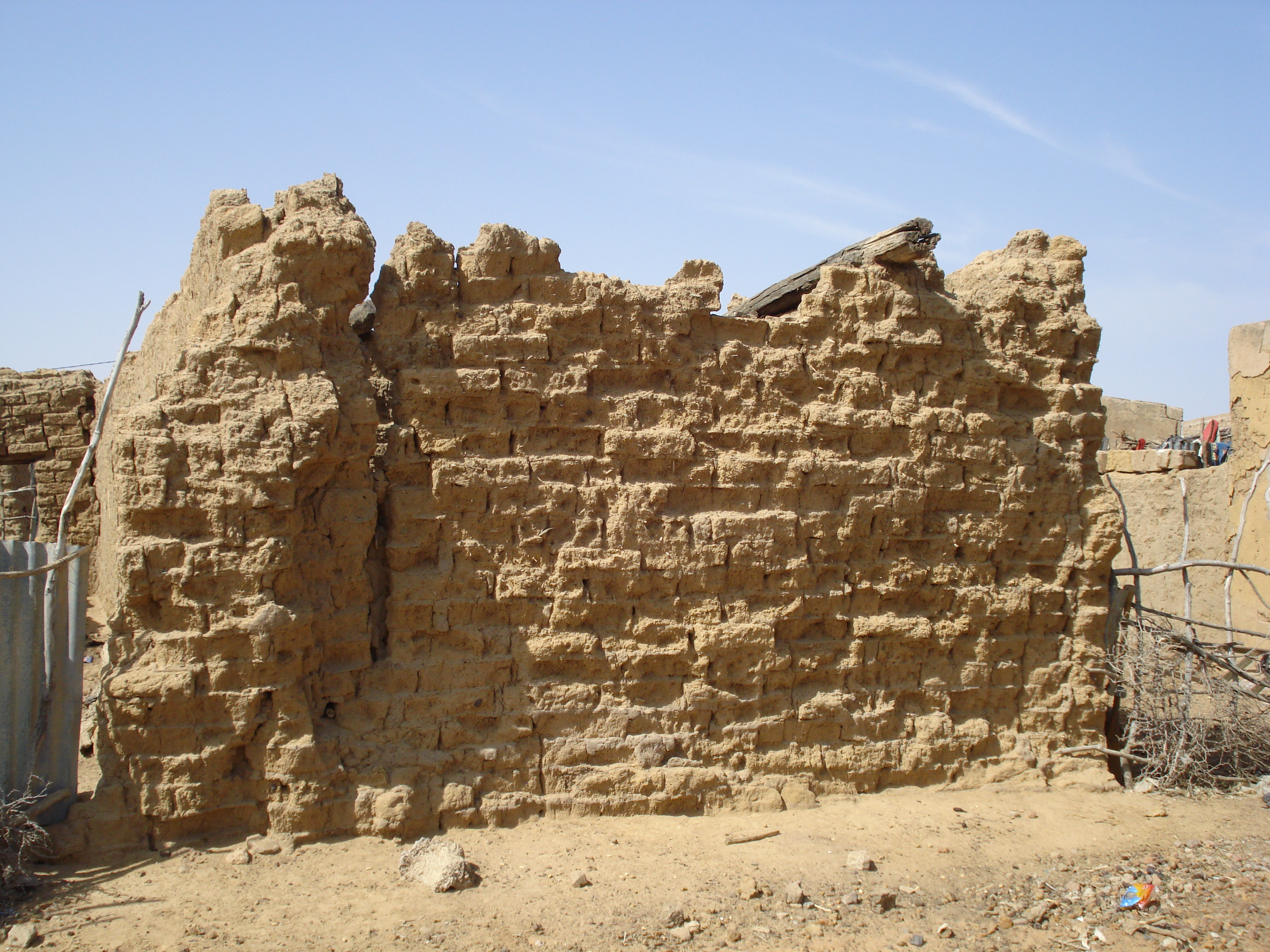
Reste d'une ancienne habitation

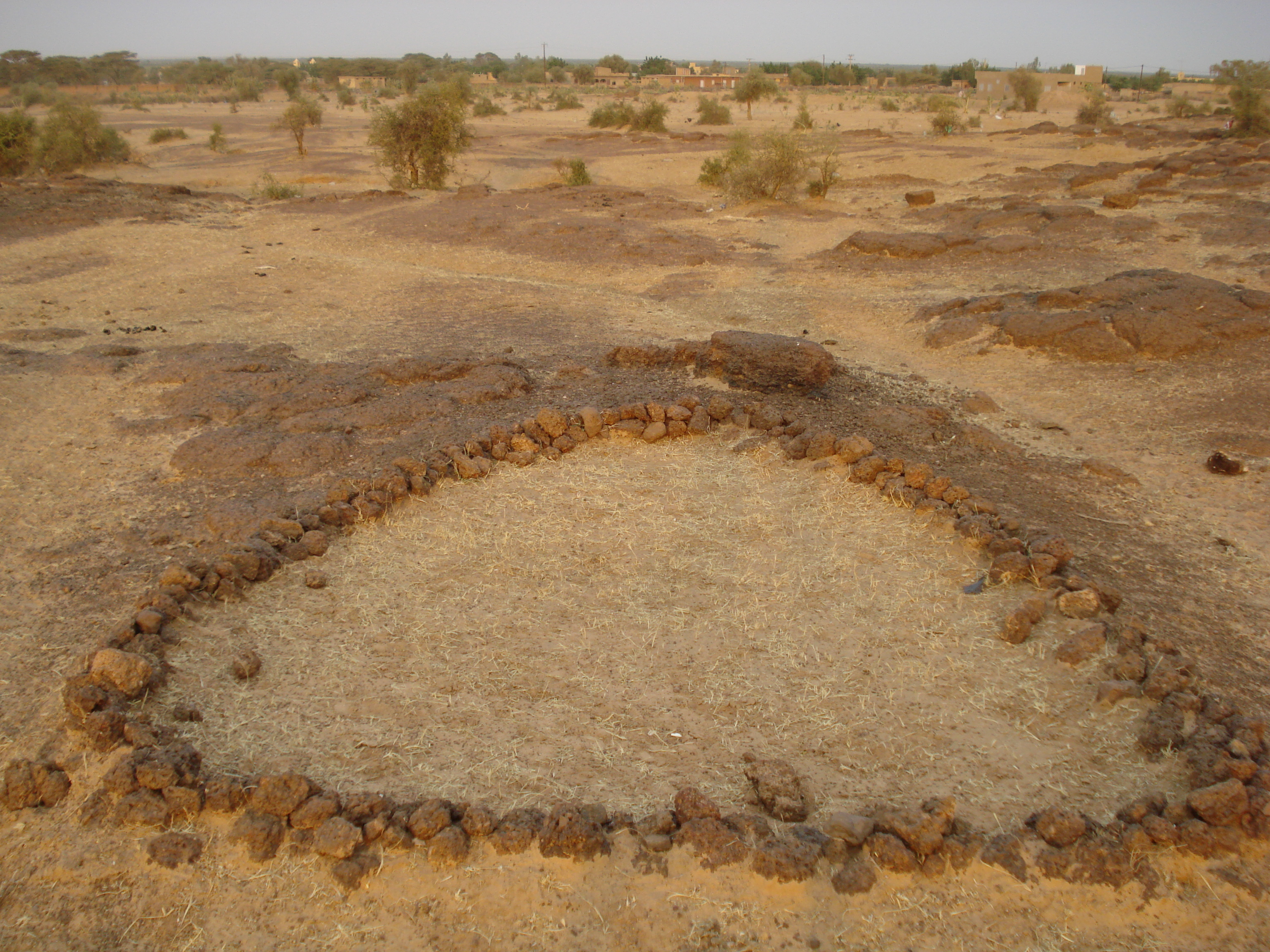
Vestige historique d'Agnam-Goly

Agnam-Goly est fondé par la famille des Cooy (se lit Thioye en français) bien avant 1529. Les Cooyɓe commencent à habiter les grottes dans le diéri, au sud du village, à plus de douze mètres d'altitude. Ces grottes qui leur servent d'abri sont protégées par de grosses pierres, toujours visibles dans ce site historique. Ils y laissent une petite mosquée en clôture de pierres avant de regagner la partie nord du walo qui abrite l'actuel site du village pour les besoins de l'agriculture et de la pêche. Au début, le village ne comporte qu'un seul foyer autour duquel sont construites des cases abritant une famille chacune afin de resserrer les liens de parenté et d'encourager la solidarité entre voisins. Ces premières habitations, dont certaines ont survécu, se situaient au centre de l'actuel village.
Le village comprend traditionnellement sept (7) quartiers avec leurs notables : Cooyɓe-e-Kuñ'njooɓe, Jalluɓe-e-Gaajooɓe, Jooɓɓe-e-Barooɓe (les deux quartiers sœurs), Salsalɓe-e-Mbaayɓe et Sinc'cu-e-Caareen.

Au XVIe siècle, au moment de la conquête du Fouta par Koli Teŋella, Agnam-Goly – comme les autres Agnam (Aañam) – fait déjà figure de véritable ville : 
« Le Booseya occidental va de Hoorefoonde à Bokijawe. C'est une rue de communautés villageoises dont certaines sont de véritables villes : les Aañam (Wuro-Moolo, Goli, Liiduɓe, Coɗay, Wuro-Sira, Siwol, Godo, Tulel-Calle, Ɓaarga), la grosse agglomération de Cilon, Daabia Odeeji, Kobillo, Gudduɗe-Joobbe et Gudduɗe Ndueetɗe, Voki-Jawe. »

### Mythe de Dooroy et Boɗa'ngal
Le mythe de Dooroy et Boɗa'ngal est toujours vivant.

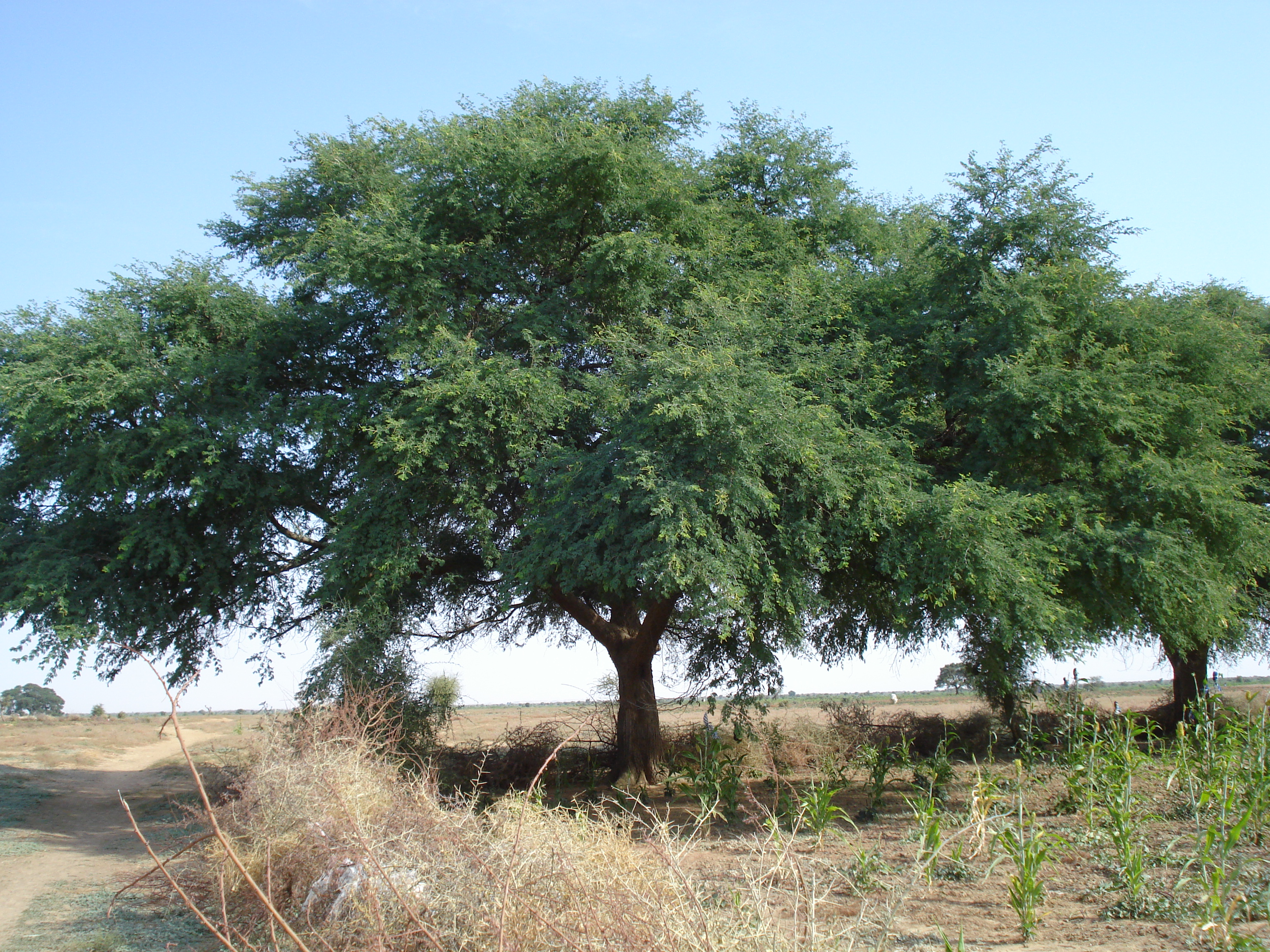
Le site de Dooroy - Boɗa'ngal en temps de décrue du fleuve Sénégal

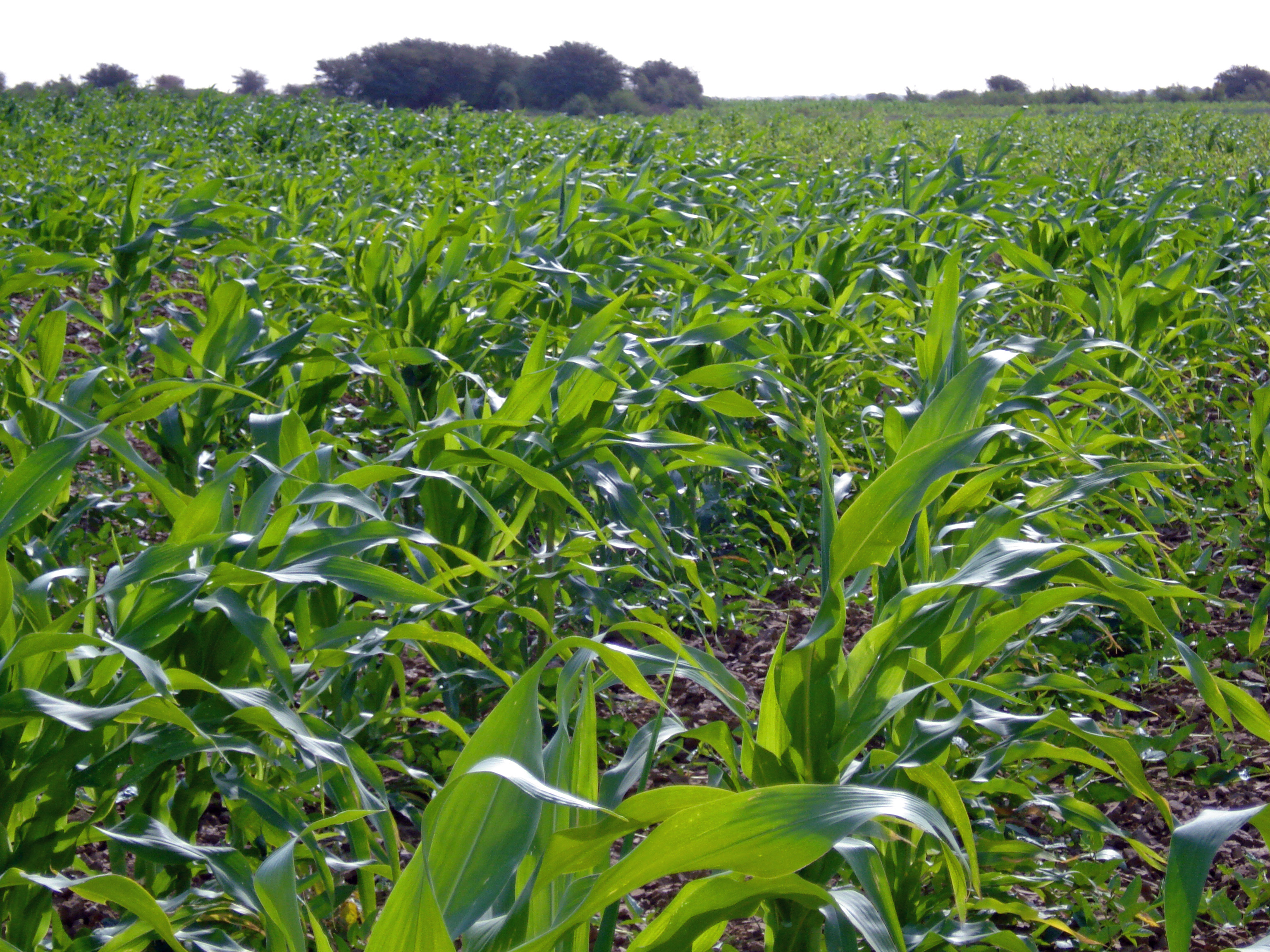
Un champ du walo à Agnam-Goly

Dooroy se situe dans le walo et le Boɗa'ngal dans le diéri. Ces deux lieux mythiques sont habités par l'esprit d'un mbaroodi Dooroy légendaire qui migre respectivement de Dooroy au Boɗa'ngal avec la crue et la décrue du fleuve Sénégal. Que ce soit au Dooroy ou au Boɗa'ngal, le mbaroodi Dooroy ne peut habiter que dans un point d'eau. Le Dooroy comprend une petite rivière au milieu d'une forêt dense en acacia non loin de la mare de Tin'ngu, tandis que le Boɗa'ngal abrite la mare de Biidal en passant par le cimetière.
Le « mbaroodi Dooroy » est un mâle et sans queue à la suite d'une bataille contre le « mbaroodi maayel Barga » qu'il rendra borgne à son tour. La mare de Barga en question les opposait. Le nôtre voulait annexer cette mare à la suite d'une longue saison sèche mais en vain. Et par l'intermédiaire du rêve, il donna l'ordre de lui creuser des puits dans la partie du Dooroy et d'y verser du lait en offrande sans oublier ses interdits :
« N'y lavez point vos nattes et vos marmites, une femme enceinte et une nouvelle mariée n'y traversent pas et surtout n'y urinez pas. »
Avec la crue du fleuve Sénégal, sa place préférée de Borti Cura (se lit phonétiquement « Borti Thioura ») reste toujours agitée, c'est-à-dire que l'eau est en mouvement et la profondeur inimaginable.
Certains sages l'invoquaient à chaque fois que de besoin en prononçant la formule légendaire commençant par « Yaa Dooroy, yaa Boɗa'ngal... » avec son argile béni.

### Religion

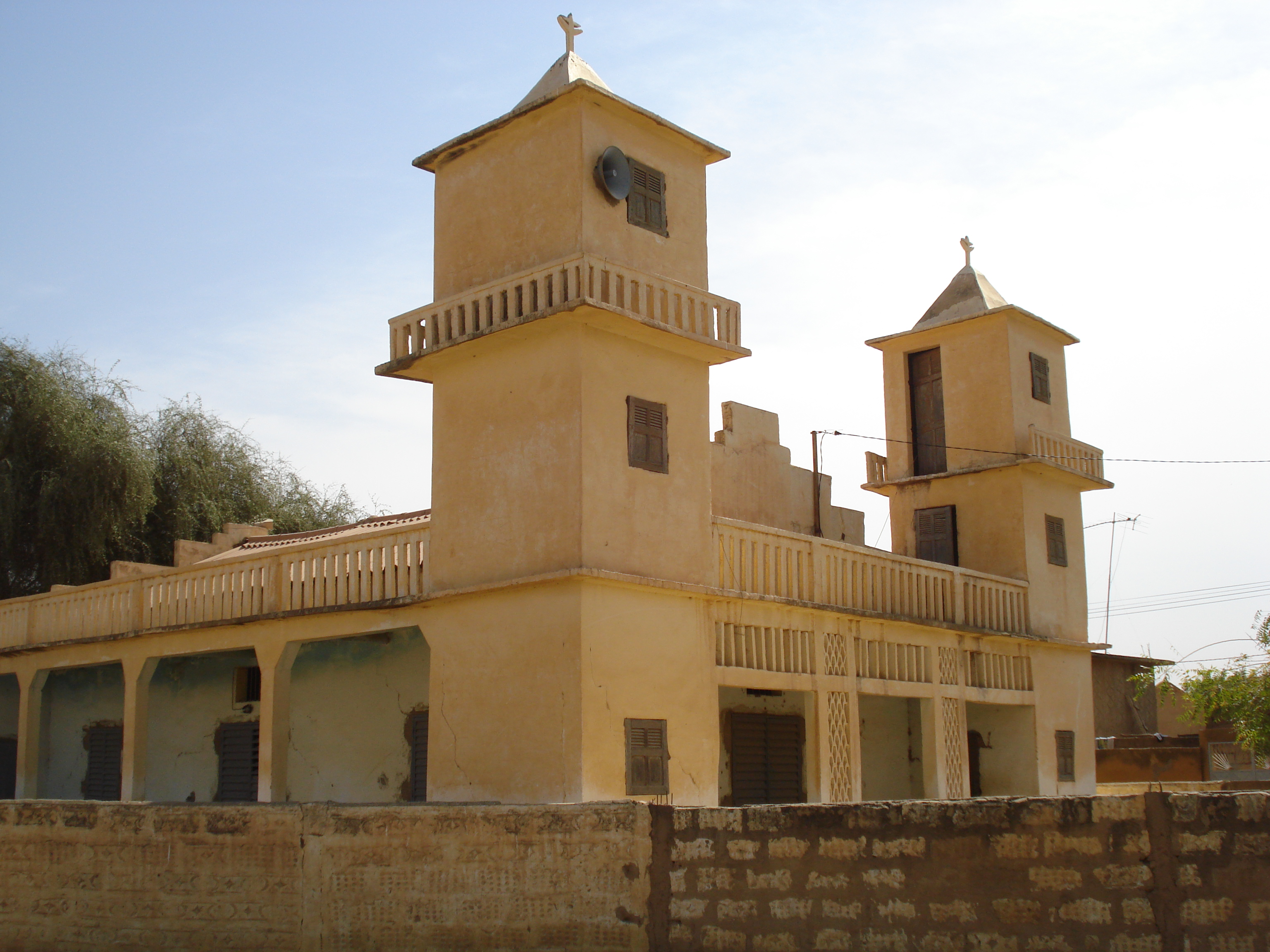
Mosquée principale (construite en 1966)

La présence de mythes n'interfère pas avec l'islam qui est la seule religion pratiquée dans le village. Agnam-Goly comprend quatre (4) mosquées dont une grande mosquée principale qui est en cours de construction (année 2015).

## Administration et organisation sociale

### Conseil des Sages

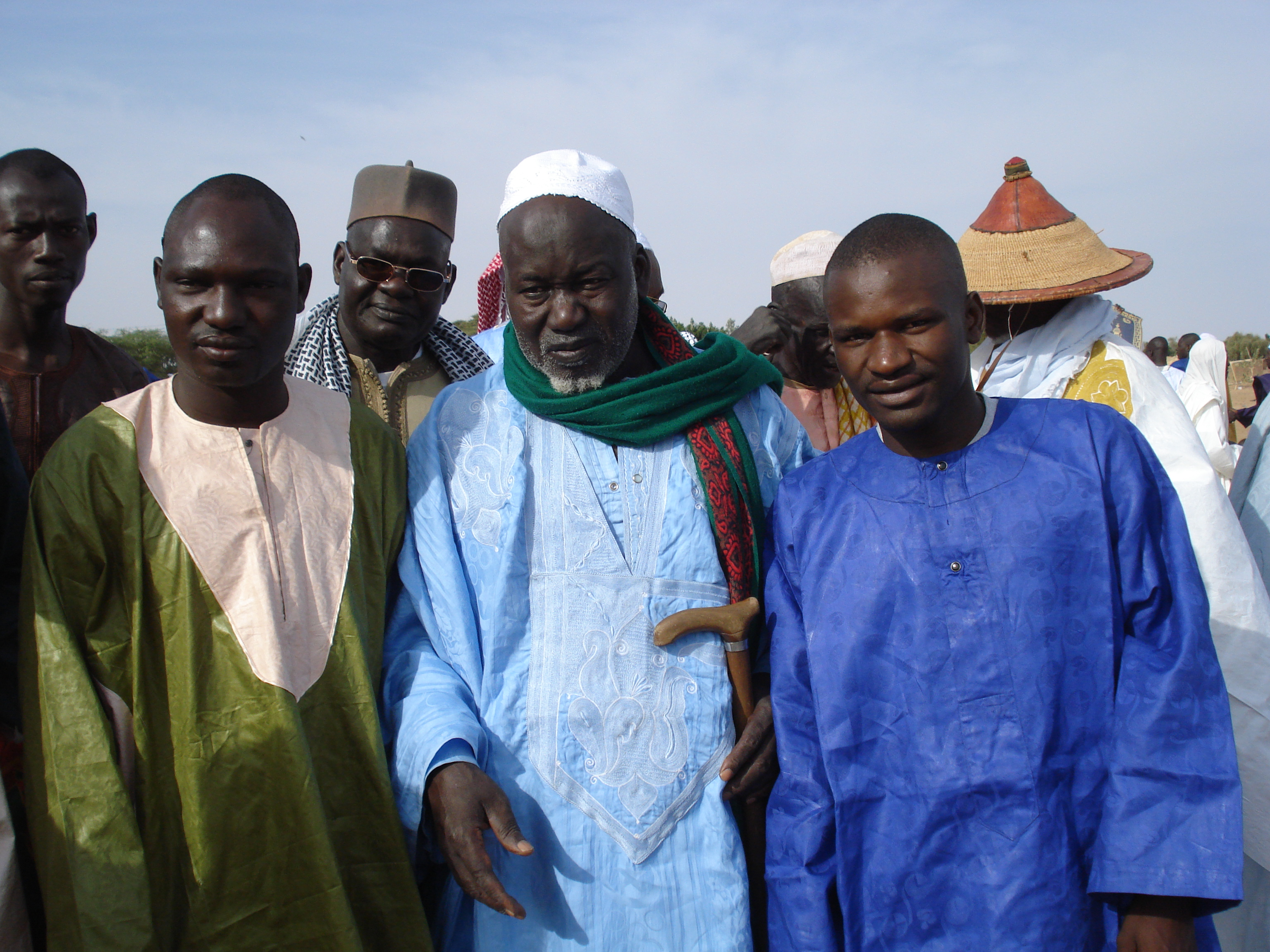
Adama Diop et Thierno Dially Barro (un notable chef religieux du village)

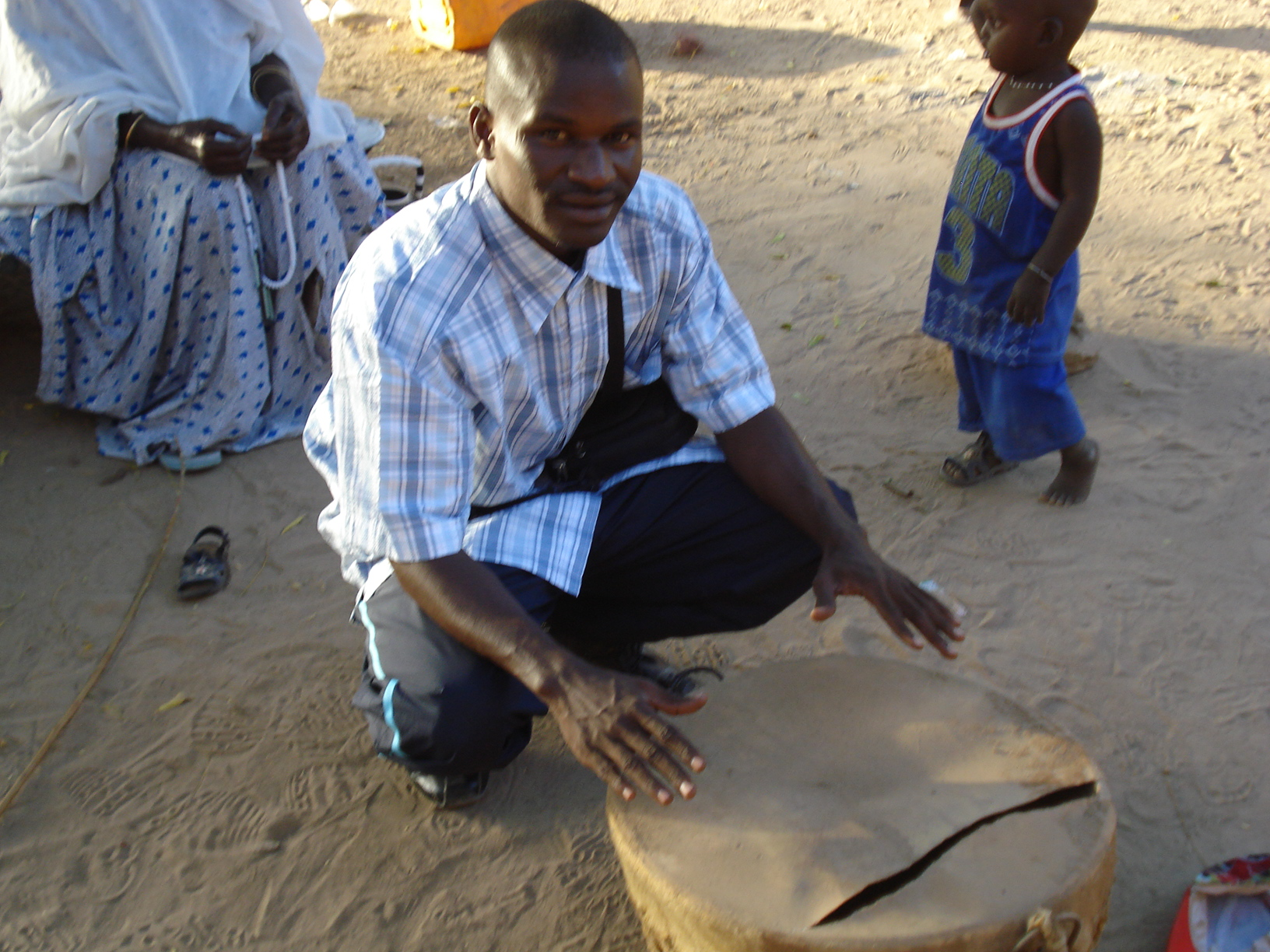
Adama Diop et le tambour du Chef du village Feu Jagaraf Seydou Racky Sall

Le Conseil des Sages, composé de notables des quartiers du village détient tous les pouvoirs comme celui de désigner le Chef du village, de le révoquer en cas d'incapacité notoire ou s'il s'avère incompétent à remplir ses charges de Chef, de jouer le rôle de tribunal à l'amiable en cas de litiges entre villageois.
Le Conseil des Sages réfléchit aussi sur les questions agricoles, sociales, sanitaires, éducatives, etc et sert donc d'instance suprême et gère l'organisation de base du village.

### Chef du village
Le village a un Chef désigné de coutume dans la famille royale des Sall par le Conseil des Sages. Le Chef du village est désigné à vie, mais en cas d'incapacité, il doit remettre son trône au Conseil des Sages car ce n'est pas un système héréditaire. La famille des Sarr organise l'investiture coutumière du Chef qui est une grande cérémonie. En cas de litige pour lui trouver un successeur, le trône est remis à cette famille jusqu'à ce que le Conseil des Sages désigne un nouveau Chef. Le Chef du village porte le titre de Jaagaraf et tout homme issu de la famille royale des Sall porte le titre de Lawahe (Prince).
Le Chef agit de concert avec le Conseil des Sages. Il représente le village sur les questions administratives et peut agir en son nom. Le Chef a le privilège de convoquer le Conseil des Sages qui lui doit respect. Il détient le Grand Tambour du village avec un crieur public. Le Chef a de vastes terrains cultivables et bénéficie de la main de tout villageois. Il rend le verdict du Conseil des Sages.

### Village saisonnier de Ndoussoudji

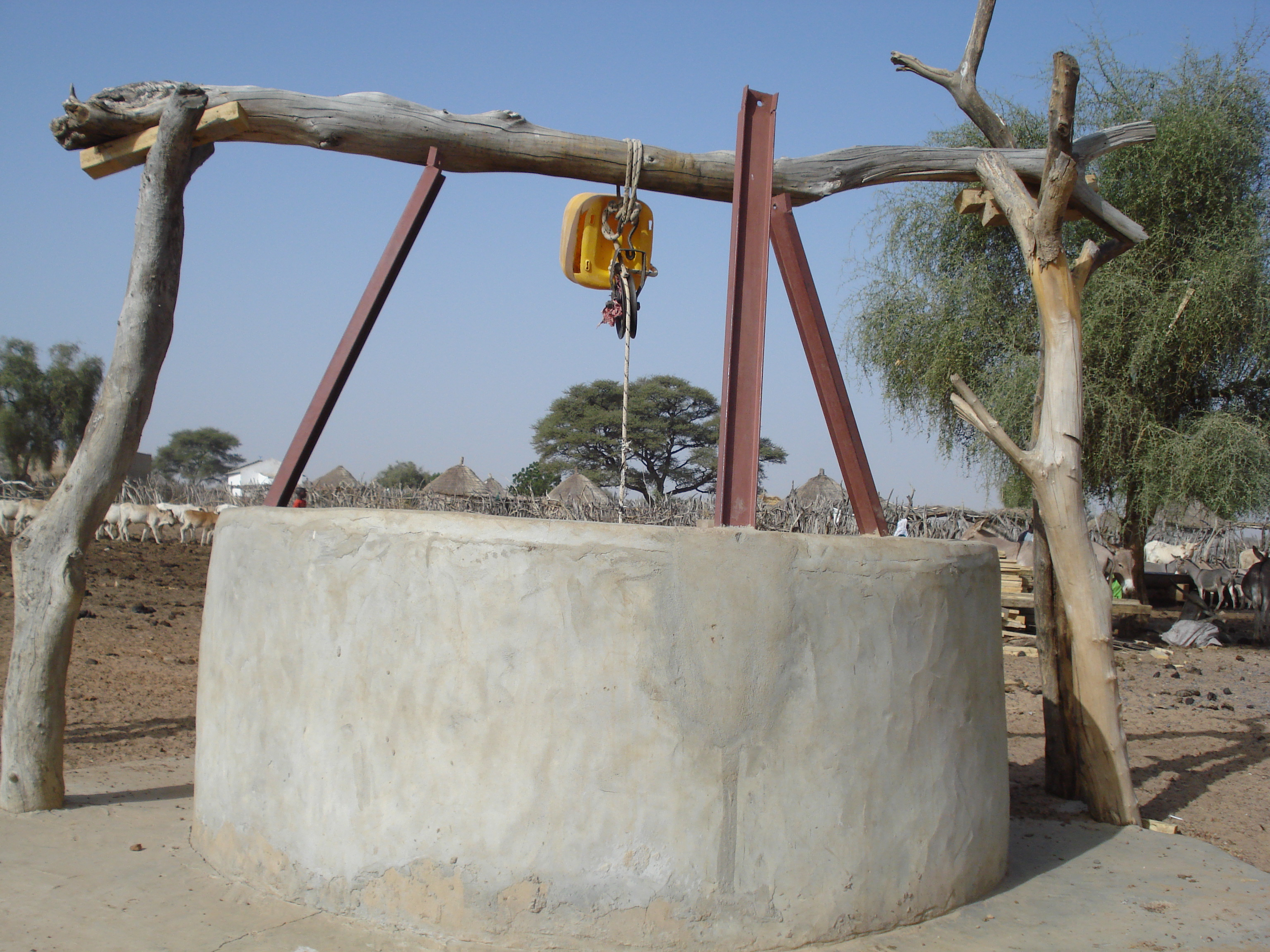
Le puits Samba Binta à Ndoussoudji

Ndoussoudji est un hameau rattaché au village d'Agnam-Goly. Il est situé dans le diéri, à 35 kilomètres d'Agnam-Goly. Environ dix familles s'y rendaient en charrettes durant la saison des pluies pour les besoins de l'agriculture et du pâturage. Actuellement, Ndoussoudji est presque devenu un petit village avec une école primaire, une mosquée, un grand puits (woyndu Feu Samba Binta Barro - émigré qui quittait la France pour s'installer à Ndoussoudji durant ses congés) avec ses terres cultivables et son cheptel.
Les habitations sont faites de terre cuite avec des chaumes en paille, à l'exception de la mosquée qui est en ciment. Le château d'eau renforce le village en eau potable.

## Culture

### Éducation

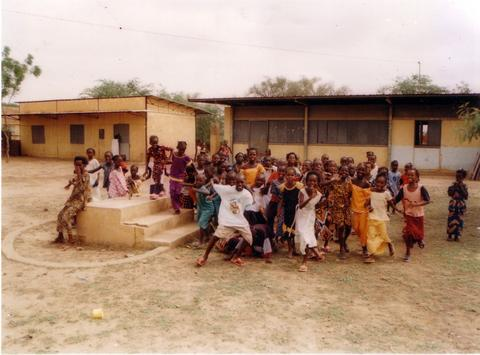
École et écoliers d'Agnam-Goly.

L'école élémentaire d'Agnam-Goly a été fondée en 1960 avec à l'origine deux salles de classe. Aujourd'hui, elle compte douze salles en partie électrifiées, une petite bibliothèque, deux grandes cours de récréation, des toilettes et un logement pour le directeur de l'école. L'effectif total de l'école pour l'année scolaire 2010-2011 est de 511 élèves : 301 filles et 210 garçons répartis en deux classes de CI, deux classes de CP, deux classes de CE1, trois classes de CE2, deux classes de CM1 et deux classes de CM2 avec un enseignant par classe. Le village compte aujourd'hui une deuxième école élémentaire (École primaire Agnam-Goly 2) de six classes avec un effectif total 184 élèves dont 116 filles et 68 garçons pour l'année scolaire 2010-2011. Donc au total 695 élèves sont inscrits au primaire pour l'année scolaire 2010-2011. Les conditions d'études sont difficiles pour plusieurs raisons : surnombre dans les classes (trois élèves pour un banc, un seul livre), un enseignant par classe, manque de matériels didactiques, faibles ressources de l'Association des Parents d'Élèves (APE) qui a du mal à soutenir l'école, coopérative faible, etc.

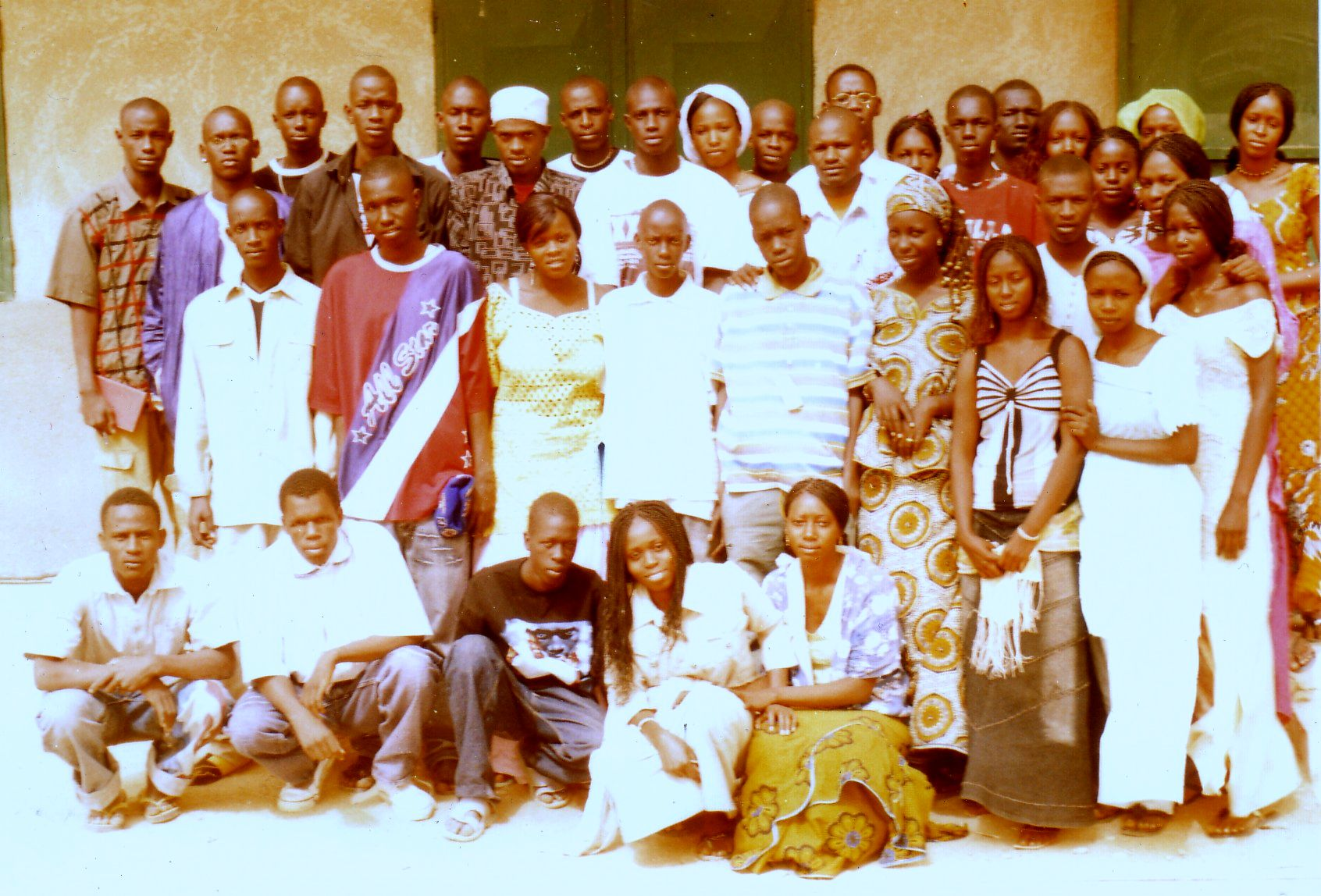
Élèves et étudiants d'Agnam-Goly.

Les 323 collégiens dont 185 filles et 138 garçons fréquentent le collège d'enseignement moyen d'Agnam-Goly situé au sud-est du village (chiffre de 2010-2011). Une centaine de lycéens fréquentent les lycées des Agnams, Matam et Thilogne. Environ, une trentaine d'étudiants (chiffre de 2013) sont principalement inscrits à l'Université Cheikh Anta Diop (UCAD) de Dakar dans les facultés de lettres, sciences humaines, droit, économie, médecine, sciences et techniques. Ils sont souvent confrontés à des problèmes de logement et d'insertion dans la vie active mais depuis 2005 tous les étudiants dans le besoin sont logés à la Maison des étudiants d'Agnam. L'école coranique contribue aussi à l'éducation des jeunes.
Malgré des décennies au cours desquelles les étudiants et écoliers quittaient le système éducatif pour choisir l'émigration, le village compte aujourd'hui de nombreux écoliers grâce à la promotion de l'éducation : construction de salles de classe, alimentation de l'école en électricité, achat de matériels didactiques et pédagogiques, initiation des écoliers à l'informatique (4 salles de cours en informatique sont en cours de construction depuis le mois de février 2013.), construction d'une maison de dix pièces pour les enseignants volontaires sans oublier la très forte scolarisation des filles.
En 2019, l’école primaire de Agnam-Goly 2 fait 100% au CFEE (Certificat de fin d’études élémentaires) et se classe première dans la région de Matam.

### Traditions

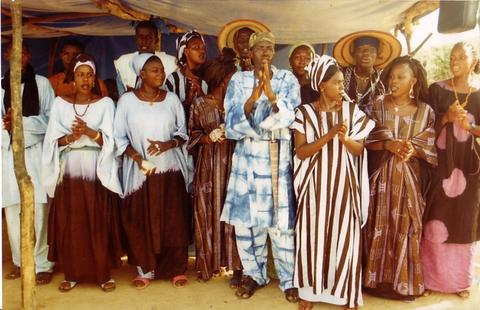
Tenues traditionnelles.

De nos jours, le village est bien partagé entre la tradition et le modernisme. Cependant, les alphabétisateurs en langue peul sont très actifs pour la promotion de la culture par le biais d'animations culturelles (théâtre, journées de sensibilisation) et de cérémonies coutumières. L'Association des Élèves et Étudiants Ressortissants d'Agnam-Goly (AEERAG) organise chaque année les72 culturelles d'Agnam-Goly et ce, depuis 2011.

## Économie et développement

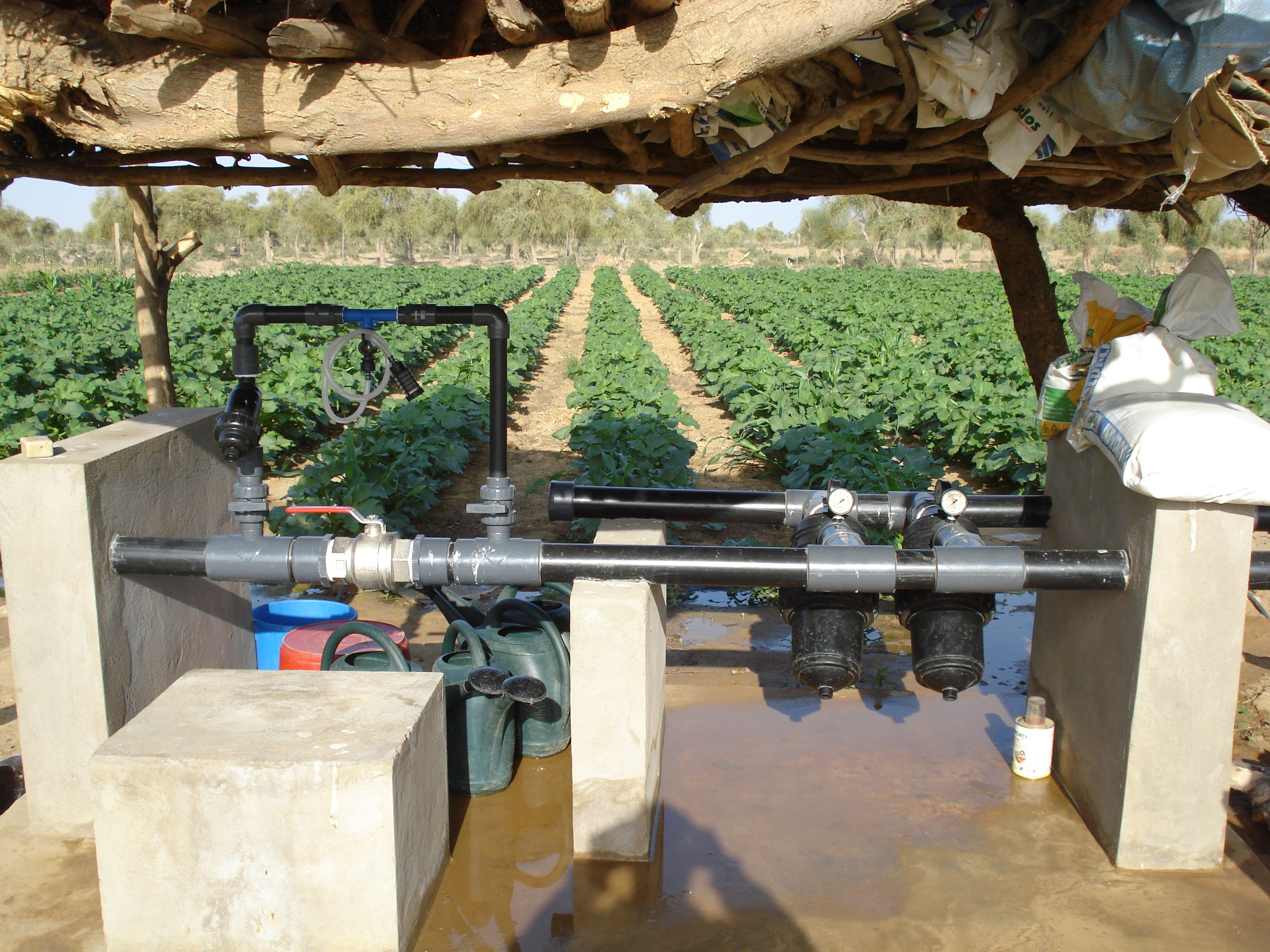
Système d'irrigation goutte à goutte

Les villageois d'Agnam-Goly vivent des cultures pratiquées dans le walo grâce à la crue du fleuve Sénégal (sorgho, maïs, haricot, pastèque) et des cultures du diéri (mil, haricot, bissap, melon, sorgho) grâce à la saison des pluies. Mais l'agriculture est en crise car la pluviométrie est très faible, l'irrigation est insuffisante, les terres s'appauvrissent, les engrais sont chers et des ravageurs (criquets, vers) provoquent des dégâts aux cultures. Néanmoins, le maraîchage pourrait être prometteur dans les années à venir.

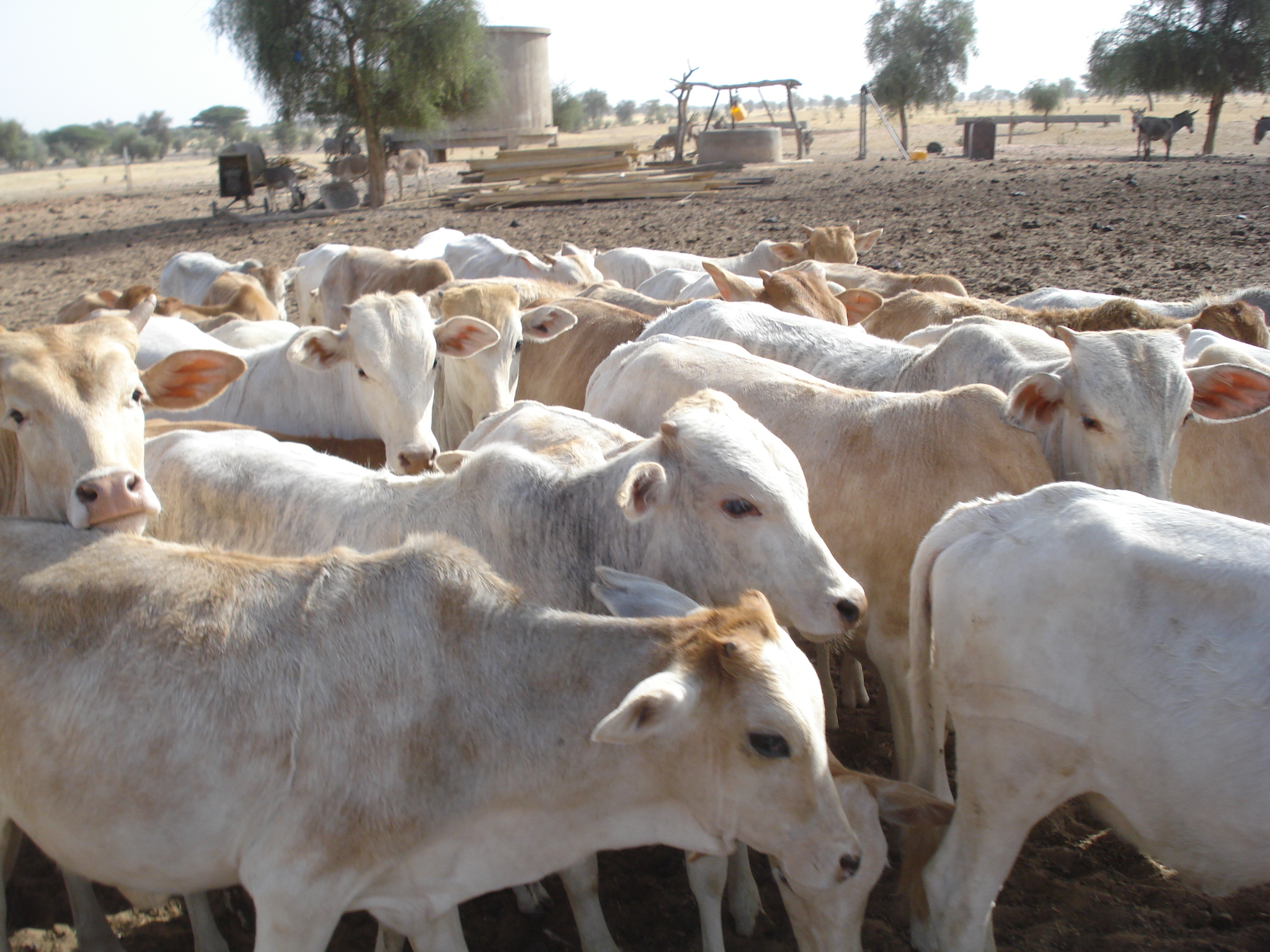
Troupeau à Ndoussoudji

Outre l'agriculture, les villageois pratiquent aussi l'élevage intensif et extensif dont le cheptel est majoritairement composé de bovins, d'ovins et de caprins. L'élevage de volailles n'est pas très développé de même que le commerce.
Le village vit donc principalement des fruits de l'émigration. Ces émigrés soutiennent leur famille mensuellement en leur envoyant des sommes d'argent pour la ration alimentaire nécessaire. Ils assurent ainsi l'éducation de leurs enfants et la santé de leurs familles.

Le 5 août 2019, le ministre de l'élevage et des productions animales, Samba Ndiobéne Ka procède à l'inauguration du Marché à bétail d’Agnam-Goly, d'une valeur de 127 millions de francs CFA, a constaté l'APS. Cette infrastructure, d’une superficie de 3 hectares, est construite grâce à l’appui du Programme de renforcement de la résilience à l’insécurité alimentaire et nutritionnelle au Sahel (P2RS) et de la Banque africaine de développement (BAD). Ce marché à bétail qui offre toutes les commodités requises est composé d’un hangar de repos, d’un quai de débarquement et d’embarquement, d’un mur de clôture, d’un bloc administratif, de 4 abreuvoirs raccordés à des adductions d’eau, d’un bloc de toilette, d’une conduite électrique de 1,3 km et d’une piste d’accès de plus de 2 km.
"La construction d’une telle infrastructure pastorale et commerciale vient à son heure car elle participe activement à l’épanouissement des opérateurs", a salué le ministre de l’élevage, en présence du maire de la commune de Agnam-Civol, Farba Ngom. Samba Ndiobéne Ka a indiqué que la construction de ce foirail est la preuve que les communes sénégalaises sont en train de traduire en réalité la vision du chef de l’État déclinée dans l’acte III de la décentralisation. Selon lui, il s’agit là d’une action résolue pour un développement local participatif porté et impulsé par les collectivités territoriales en partenariat avec tous les acteurs.

### Associations
- Association des ressortissants d'Agnam-Goly en France (ARAGF)
- Association des jeunes d'Agnam-Goly (AJAG) ;
- Association des femmes d'Agnam-Goly (AFAG) ;
- Association des élèves et étudiants ressortissants d'Agnam-Goly (AEERAG) ;
- Pellital Microfinance Institution ;
- Dental Agnam-Goly en France.

## Popularité du village

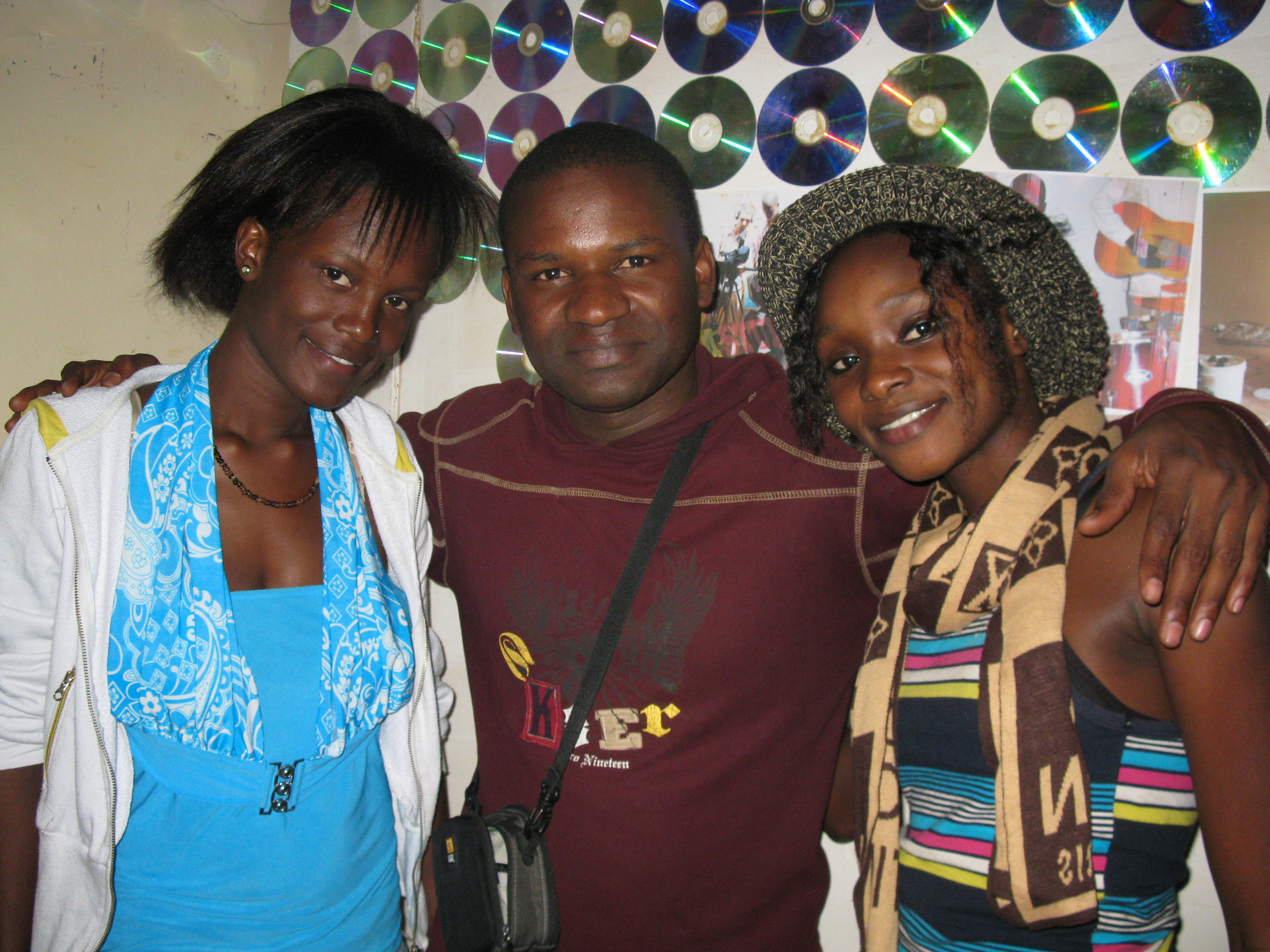
Adama Diop et les deux chanteuse du groupe « Arc-en-ciel »

- Dans son tout nouveau premier clip « Fouta Toro », le groupe Arc-en-ciel composé de deux chanteuses sénégalaises, fait l'éloge du Fouta  en général et plus particulièrement, elles chantent et remercient le village d'Agnam-Goly où la vidéo a été d'ailleurs tournée en très grande partie[11]. En effet, le groupe découvre le village pour la première fois lors d'un concert durant les dernières 72 h d'Agnam-Goly (journées culturelles du 25, 26 et 27 décembre 2012).
- D'autres musiciens de renom tels que Baaba Maal, Mansour Seck, Edith Lettner (artiste autrichienne), Abou Diouba, Ousmane Hamady Diop, Athia Wélé, Fatou Laobé, Samba Hamat Gadio, Saada Hamady Ifra, Faadal Aïssata Moody, Mamoudou Ndiol, Paco Legnol, etc. ont non seulement fait des concerts à Agnam-Goly mais ils ont surtout contribué à faire connaitre le village par l'éloge et la chanson. Ce qui fait d'Agnam-Goly un village très connu au Sénégal.
- Agnam-Goly est à l'honneur lors d'une présentation sur la naissance de Wikipedia  sur TED en 2010 (de la 7e à la 14e animation)[12]. Elle est intitulée en anglais « Wikipedia’s Evolving Impact » et présentée par Stuart West (membre du conseil d'administration de la Fondation Wikimedia- avril 2008 à décembre 2013)[13].

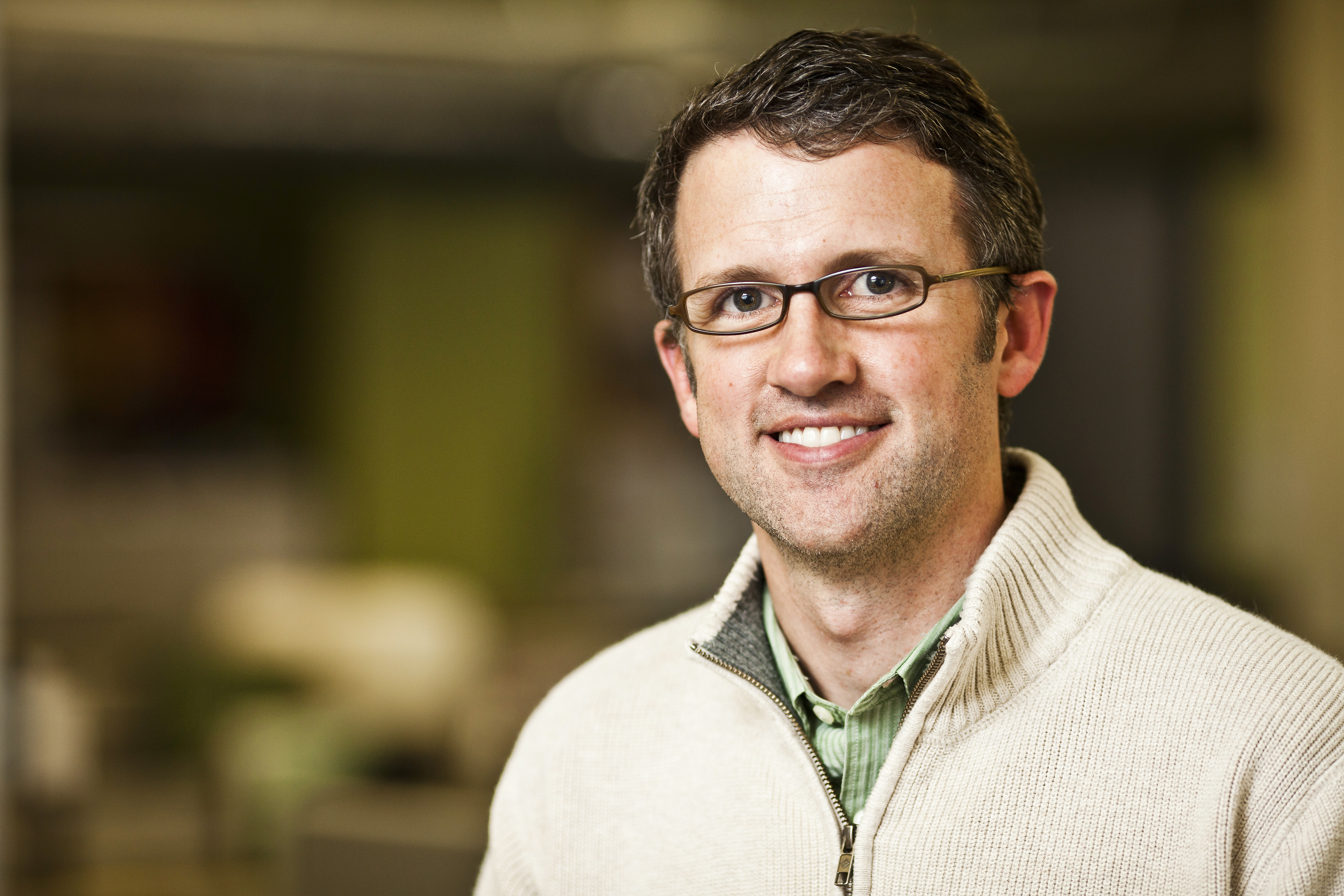
Stuart West (membre du CA de la Fondation Wikimedia- avril 2008 à décembre 2013)

- Sur la page « Help us change the world » (en français : « Aidez-nous à changer le monde »), la Fondation Wikimedia se sert du témoignage d'Adama Diop et de l'article sur le village d'Agnam-Goly pour lever des fonds : « Après avoir découvert Wikipedia pour la première fois en 2007, Adama Diop du Sénégal a été surpris de voir qu'il pouvait y contribuer. C’est ainsi qu’il a commencé à élaborer un article sur le Wikipedia francophone au sujet de son village, Agnam-Goly, qui se trouve dans le nord-est du pays avec une population de 5 325 habitants. Mais il a aussi voulu illustrer l’article. Après quatre mois d’épargne, il pouvait se permettre d’acheter un appareil photo numérique afin de pouvoir partager plus d'un millier de photographies de son village. Grâce à des bénévoles comme Adama, le monde est devenu un village et Wikipedia, sa bibliothèque[14]. »
- Agnam-Goly dans la presse :
  - Andrew Orlowski (chroniqueur chez The Register) écrit dans son article du 20 décembre 2012 intitulé « Wikipedia doesn't need your money » (en français : « Wikipedia n'a pas besoin de votre argent ») : « Sur la page de donation de Wikipedia, nous apprenons une histoire émouvante d'un étudiant originaire d'Agnam-Goly, un village sahélien dans le nord-est du Sénégal avec une population de 5 325 habitants[15]. »
  - Joel Schlesinger écrit le 19 décembre 2009 dans son article « Keep up the good works » (en français : « Poursuivez le bon travail » dans le journal Winnipeg Free Press : « Pellital est un programme de micro crédit mis en place par Adama Diop, un étudiant en administration d'affaires à l'université de Winnipeg. La mission de l'organisation est d'octroyer un micro crédit aux femmes entrepreneuses du village d'Agnam-Goly, situé au nord-est du Sénégal. Pellital est l'une des nombreuses initiatives du projet « Village avancé » visant à développer les infrastructures sociales et économiques à Agnam-Goly[16]. »